# 長谷川隆
長谷川 隆（はせがわ たかし、1962年1月13日 - ）は、兵庫県神戸市出身の日本の脚本家。

## 経歴
大阪外国語大学イタリア語科卒業。
テレビ番組製作会社に勤務した後、フリー助監督に。
澤井信一郎、和田誠、金子修介らの作品に携わったのち、脚本家となる。アンドリーム（&REAM）所属。
2003年、照明技師・熊谷秀夫に行ったロング・インタビューをキネマ旬報誌上に連載、2004年「照明技師熊谷秀夫　降る影 待つ光」として上梓。同インタビューを撮影した映像と、登場する映画のシーンで再構成した「照明熊谷学校」の、小泉今日子によるナレーション台本を担当した。

## 映画　ドラマ
- 香港パラダイス　(1990年4月28日)
- マグニチュード 明日への架け橋　(1997年11月22日)
- GTO　(1999年12月18日)
- 東京★ざんす 東日暮里五丁目　(2001年2月10日)
- 真夜中まで　(2001年8月04日)
- ガキンチョ★ROCK　(2004年2月14日)
- 大阪プロレス飯店  (2004年6月4日)
- 陽気なギャングが地球を回す  (2006年5月13日)
- 猿ロック THE MOVIE  (2010年2月27日)
- クローズEXPLODE  (2014年4月12日)
- KINGSGLAIVE FINAL FANTASY XV  (2016年7月９日)
- 太陽の蓋（2016年7月16日　第40回モントリオール世界映画祭 Focus On World Cinema部門 正式招待作品）
- リンキング・ラブ（2017年10月28日）
- 明日への誓い（2018年3月25日）

## 著書
- メイキング・オブ・快盗ルビイ（キネマ旬報社）
- 照明技師・熊谷秀夫　降る影 待つ光（キネマ旬報社）
- 所属事務所　株式会社アンドリーム（&REAM）